# لوکزامبورگ (آیووا)
لوکزامبورگ (به انگلیسی: Luxemburg) شهری در ایالت آیووا کشور ایالات متحده آمریکا است که جمعیت آن در سرشماری سال ۲۰۱۰ میلادی، ۲۴۰ نفر بوده‌است.